# يو إس إس ماهان (دي دي-364)
يو إس إس ماهان (دي دي-364) كانت بمثابة السفينة الرائدة للمدمرات من فئة ماهان التابعة للبحرية الأمريكية. حملت المدمرة اسم الأدميرال ألفريد ثاير ماهان، وهو مؤرخ بحري من القرن التاسع عشر ومنظر استراتيجي.